# Mihály Vasas
Mihály Vasas (ur. 14 września 1933 w Békéscsabie) – piłkarz węgierski grający na pozycji napastnika. W swojej karierze rozegrał 2 mecze w reprezentacji Węgier, w których strzelił 2 gole.

## Kariera klubowa
Swoją karierę piłkarską Vasas rozpoczynał w klubie Békéscsabai Építők, gdzie grał w zespołach juniorów. Następnie w 1953 roku przeszedł do Salgótarjáni BTC i wtedy też zadebiutował w jego barwach w pierwszej lidze węgierskiej. W Salgótarjáni BTC występował do 1961 roku. W tamtym roku odszedł z niego do MTK Budapeszt. W 1963 roku wywalczył z nim wicemistrzostwo Węgier oraz zdobył Puchar Mitropa. Z kolei w 1964 roku wystąpił w przegranym finałowym dwumeczu Pucharu Zdobywców Pucharów (3:3, 0:1) ze Sportingiem. W 1966 roku odszedł z MTK i w latach 1966-1969 grał w VM Egyetértés, w którym zakończył karierę.

## Kariera reprezentacyjna
W reprezentacji Węgier Vasas zadebiutował 20 kwietnia 1958 roku w wygranym 2:0 towarzyskim meczu z Jugosławią, w którym strzelił gola. W 1958 roku został powołany do kadry Węgier na mistrzostwa świata w Szwecji, na którym nie rozegrał żadnego meczu. Łącznie w kadrze narodowej rozegrał 2 mecze (oba w 1958 roku), w których strzelił 2 bramki.
| Mecze i gole w reprezentacji | Mecze i gole w reprezentacji | Mecze i gole w reprezentacji | Mecze i gole w reprezentacji | Mecze i gole w reprezentacji | Mecze i gole w reprezentacji | Mecze i gole w reprezentacji |
| #                            | Data                         | Stadion                      | Rywal                        | Wynik                        | Gol                          | Rozgrywki                    |
| 1958                         | 1958                         | 1958                         | 1958                         | 1958                         | 1958                         | 1958                         |
| ---------------------------- | ---------------------------- | ---------------------------- | ---------------------------- | ---------------------------- | ---------------------------- | ---------------------------- |
| 1.                           | 20.04.1958                   | Budapeszt, Węgry             | Jugosławia                   | 2:0                          | 1                            | towarzyski                   |
| 2.                           | 26.10.1958                   | Bukareszt, Rumunia           | Rumunia                      | 2:1                          | 1                            | towarzyski                   |

## Kariera trenerska
Po zakończeniu kariery piłkarskiej Vasas został trenerem. Prowadził takie kluby jak: GAFU Volán, Szombierki Bytom, Balatonfűzfői AK i budapeszteński BVSC.